# ジェプツンタンパ2世
ジェプツンタンパ2世（1724年 - 1758年2月5日）は、モンゴルの北部ハルハを本拠として活動した化身ラマの名跡ジェプツンタンパの第2代。法名としてロブサン・ダンビトゥンミ (lobsang danbi tungmi) 、ロサン・テンペートンメ (blo bzang bstan pa'i sgron me) の名を持つ。

## 誕生と化身ラマとしての認定
ジェプツンタンパ2世は1724年にハルハ・トゥシェート・ハン＝トゥンドゥプドルジの子として誕生、4歳でドインコルホトクト・ガワンロサンより沙弥戒をうけ、ロブサン・ダンビトゥンミ（ロサン・テンペートンメ）という僧名を授かった。1729年、ジェプツンタンパの移動教団「イヘ・フレー」は彼をジェプツンタンパ1世の転生者として迎え入れた。
1731年から1733年にかけて、オイラトがハルハに侵攻した際、南モンゴルのドロン・ノールに難を避け、和議が結ばれた1735年の後もこの地にとどまった。1738年に、清朝からもジェプツンタンパ1世の転生者としての認定をうけた。
1738年正月、北京に赴いて乾隆帝の謁見をうけ、厚遇をうけた。しかし、帰還が許されたのは1740年春で、ハルハに帰還したのは翌41年夏であった。

## 撤駅の変において清朝に忠節を尽くす
ハルハの西の隣国オイラトでは、盟主であるジュンガル部の当主ガルダンツェリンが1745年に没したのち、首長家の間で後継者を巡る争いが勃発し、内乱状態となった。清朝の乾隆帝はこれを好機と見て、1755年オイラトに出兵、これをあっけなく制圧した。ホイト部（オイラトの構成部族のひとつ）のアムルサナーは清朝のオイラト制圧に大いに協力したが、恩賞の沙汰が期待したほどでなかったため、1757年から1758年にかけて反清独立闘争を起こしたのち、敗北した。
ハルハでは、アムルサナーの決起に合わせて右翼のチングンザブが蜂起した。彼は清朝がハルハに課した哨探や駅站の任務蜂起を呼びかけたので、彼の蜂起は「撤駅の変」と呼ばれた。ジェプツンタンパ2世はハルハに対しチングンザブに加担しないよう影響力をふるい、この変が短期間で鎮圧されることに貢献した。これにより「敷教安衆喇嘛」の号を与えられた。
ジェプツンタンパ2世は母方でチングンザブと縁戚であり、チングンザブの助命を図ったが、果たせなかった。
オイラトにおいて清朝によるアムルサナーの平定戦が続いている最中、ハルハにおいて天然痘が流行、ジェプツンタンパ2世はこれに罹患し、1758年2月5日に没した。